# Scuola di Fontainebleau
Per scuola di Fontainebleau si intende un movimento artistico sviluppatosi nella Francia del XVI secolo, legato strettamente al mecenatismo di Francesco I.

## Descrizione
L'allora re di Francia, infatti, aveva espresso il desiderio di ricreare un ambiente di corte ricco e raffinato, degno delle grandi corti europee rinascimentali. Eletta sua residenza il castello di Fontainebleau nei pressi dell'omonima cittadina francese, ne ordinò nel 1528 il rifacimento e i lavori di decoro, circondandosi di numerosi artisti, principalmente italiani. Dopo un iniziale periodo di lavori sotto la supervisione di Gilles Lebreton, questa passò a Rosso Fiorentino e ai suoi adepti: tra questi figuravano il Primaticcio, Nicolò dell'Abate, Luca Penni, Benvenuto Cellini, Jacopo Barozzi da Vignola e Sebastiano Serlio. I lavori si protrassero fino al 1590.
L'impronta voluta dal re, aristocratica e ricca, fu eseguita nel corso degli anni dagli artisti, tanto da far nominare lo stile adottato come scuola di Fontainebleau, che introdusse oltralpe il manierismo italiano: i tratti stilistici sono da ravvisarsi principalmente nel descrittivismo degli arredi, nel decorativismo delle strutture e rifiniture, con particolare attenzione alla vista d'insieme degli interni oltre che nel giardinaggio. Non solo le strutture esterne furono curate ma, anzi, tanti oggetti di uso comune furono attentamente disegnati e decorati dai numerosi artisti che si succedettero nei lavori della reggia, tanto da coprire numerosi campi delle arti figurative e da ispirare lo stile Fontainebleau. Di vasta ispirazione fu la scuola tanto che, ormai copiata da artisti francesi ed apprezzata dai vari successori al trono, grazie ad uno di essi - Enrico IV - prese vita la cosiddetta seconda scuola di Fontainebleau, di cui fecero parte Toussaint Dubreuil e il Maestro di Flora.
Purtroppo un giudizio sull'insieme delle opere è solo parziale, in quanto parte dei lavori sono andati in rovina, come tutti quelli realizzati dal Rosso e dal Primaticcio nel padiglione di Pomona, oppure quelli della Galleria d'Ulisse (dell'Abate). In generale gli stucchi e gli affreschi comprendevano allegorie, storie mitologiche, paesaggi e grottesche.
Se le opere del Rosso si caratterizzarono per una decorazione stravagante, ricca di carica espressiva, di tensione dinamica, tutte tendenti al surreale, quelle del Primaticcio esaltarono il corpo femminile, mentre quelle di dell'Abate focalizzarono la favola antica nelle realtà del paesaggio.